# Carlo Urquiaga
Carlo Urquiaga (Lima, Provincia de Lima, Departamento de Lima, Perú, 12 de agosto de 1994) es un futbolista peruano. Juega como centrocampista y su equipo actual es Unión Huaral de la Liga 2 de Perú.

## Trayectoria

### Sporting Cristal
Urquiaga fue formado en las divisiones menores de Sporting Cristal, haciendo su debut el 18 de febrero de 2012 en la primera jornada del Campeonato Descentralizado 2012, jugando como titular en la victoria por 2 a 1 sobre Cobresol. Cabe destacar que Urquiaga debutó en esta jornada, junto a un gran número de futbolistas juveniles debido a la huelga de jugadores de todos los planteles de primera división. Fue su única aparición en toda la temporada.
Estuvo entre 2012 a 2015 en el club rimense, formando parte de su plantel de reserva y sin recibir oportunidades en el primer equipo.

### Deportivo Municipal
En enero de 2016, Urquiaga dejó Sporting Cristal para convertirse en nuevo jugador del Deportivo Municipal, sin embargo nunca llegó a debutar con el primer equipo, pese a salir convocado en la banca de suplentes en un encuentro del Campeonato Descentralizado 2016.

### Deportivo Coopsol
En mayo de 2016, Urquiaga se convirtió en refuerzo del Deportivo Coopsol de la Segunda División del Perú, debutando el 21 de mayo en la victoria por 3-1 sobre Sport Áncash, jornada 5 del torneo, en la que también marcó su primer gol como profesional. Se mantuvo dos temporadas en El submarino amarillo de Chancay, mejorando su marca goleadora en la temporada 2017, donde convirtió tres veces en 17 encuentros.

### Unión Huaral
En enero de 2018, Urquiaga fichó por el Unión Huaral, elenco que también participaba de la segunda división para la temporada 2018. El 8 de abril de 2018 hizo su debut con el equipo en el empate 1-1 con Carlos A. Mannucci y realizó sus primeras dos anotaciones el 13 de mayo de ese mismo año en el empate 2-2 con Atlético Grau. Con Huaral jugó 24 partidos y anotó siete goles, convirtiéndose en el tercer máximo anotador de su equipo en la temporada, logrando llegar a los cuartos de final con el equipo naranjero.

### Sport Boys
Para afrontar la Liga 1 2019, Urquiaga volvió a la primera división tras convertirse en nuevo jugador del Sport Boys, debutando en el primer partido del campeonato, disputado el 15 de febrero de 2019, con derrota por 3-0 frente a Alianza Lima. Aunque gozó de varios minutos en cancha en la primera etapa del campeonato, no terminó afianzándose en el mediocampo de Sport Boys, perdiendo el puesto con la llegada de Claudio Torrejón. No continuó en el equipo para la temporada 2020.

### Union Huaral
En enero de 2021, Urquiaga se convirtió en refuerzo del Unión Huaral. El futbolista de 26 años, marcó 10 goles y brindo 4 asistencias en la temporada de la Segunda División peruana.

### Alianza Universidad
En enero de 2022, Urquiaga fichó por el Alianza Universidad, Con 27 años, el mediocampista llega procedente de Unión Huaral y con experiencia en la Liga 2. En el 2021, Urquiaga anotó un total de 10 goles y brindó cuatro asistencias para  intereses del combinado 'Pelícano', que quedó cerca de pelear por un puesto en Primera.

## Selección nacional
Urquiaga ha formado parte de la selección de fútbol de Perú categorías sub-17 y sub-20.
Con la sub-17 disputó el Campeonato Sudamericano de Fútbol Sub-17 de 2011 desarrollado en Ecuador, torneo en el cual fue titular en tres de los cuatro partidos que Perú disputó, sin pasar de la primera fase.
En agosto de 2012, Urquiaga fue convocado a la selección de fútbol de Perú categoría sub-20, con motivo de preparación al Campeonato Sudamericano de Fútbol Sub-20 de 2013.

### Participaciones en Campeonatos Sudamericanos
| Torneo                      | Sede    | Resultado    | Partidos | Goles |
| --------------------------- | ------- | ------------ | -------- | ----- |
| Sudamericano Sub-17 de 2011 | Ecuador | Primera fase | 3        | 0     |

## Clubes y estadísticas
Actualizado el 30 de setiembre de 2021.
| Sporting Cristal · Perú                                                                           | 2012             | 1ª               | 1  | 0  | — | — | — | — | 1   | 0  |
| Sporting Cristal · Perú                                                                           | 2013             | 1ª               | 2  | 0  | — | — | 0 | 0 | 2   | 0  |
| Sporting Cristal · Perú                                                                           | 2015             | 1ª               | 0  | 0  | 3 | 0 | 0 | 0 | 3   | 0  |
| Sporting Cristal · Perú                                                                           | Total club       | Total club       | 3  | 0  | 3 | 0 | 0 | 0 | 6   | 0  |
| Deportivo Municipal · Perú                                                                        | 2016             | 1ª               | 0  | 0  | — | — | 0 | 0 | 0   | 0  |
| Deportivo Municipal · Perú                                                                        | Total club       | Total club       | 0  | 0  | 0 | 0 | 0 | 0 | 0   | 0  |
| Deportivo Coopsol · Perú                                                                          | 2016             | 2ª               | 7  | 1  | — | — | — | — | 7   | 1  |
| Deportivo Coopsol · Perú                                                                          | 2017             | 2ª               | 17 | 3  | — | — | — | — | 17  | 3  |
| Deportivo Coopsol · Perú                                                                          | Total club       | Total club       | 24 | 4  | 0 | 0 | 0 | 0 | 24  | 4  |
| Unión Huaral · Perú                                                                               | 2018             | 2ª               | 24 | 7  | — | — | — | — | 24  | 7  |
| Unión Huaral · Perú                                                                               | 2021             | 2ª               | 18 | 3  | 1 | 0 | — | — | 19  | 3  |
| Unión Huaral · Perú                                                                               | Total club       | Total club       | 42 | 10 | 1 | 0 | 0 | 0 | 43  | 10 |
| Sport Boys · Perú                                                                                 | 2019             | 1ª               | 21 | 0  | 3 | 0 | — | — | 24  | 0  |
| Sport Boys · Perú                                                                                 | Total club       | Total club       | 21 | 0  | 3 | 0 | 0 | 0 | 24  | 0  |
| Alianza Atlético · Perú                                                                           | 2020             | 2ª               | 5  | 0  | — | — | — | — | 5   | 0  |
| Alianza Atlético · Perú                                                                           | Total club       | Total club       | 5  | 0  | 0 | 0 | 0 | 0 | 5   | 0  |
| Total en carrera                                                                                  | Total en carrera | Total en carrera | 95 | 14 | 7 | 0 | 0 | 0 | 102 | 14 |
| (1)Incluye datos del Torneo del Inca 2015, la Copa Bicentenario 2019 y la Copa Bicentenario 2021. |                  |                  |    |    |   |   |   |   |     |    |

## Palmarés

### Campeonatos nacionales
| Título                    | Club             | País | Año  |
| ------------------------- | ---------------- | ---- | ---- |
| Primera División del Perú | Sporting Cristal | Perú | 2012 |
| Segunda División del Perú | Alianza Atlético | Perú | 2020 |